# Назарий и Цельсий
Назарий и Цельсий  (лат. Nazarius et Celsius, II век) — святые католической и православной церквей, мученики. О них известно из сочинений святого Амвросия.

## Агиография

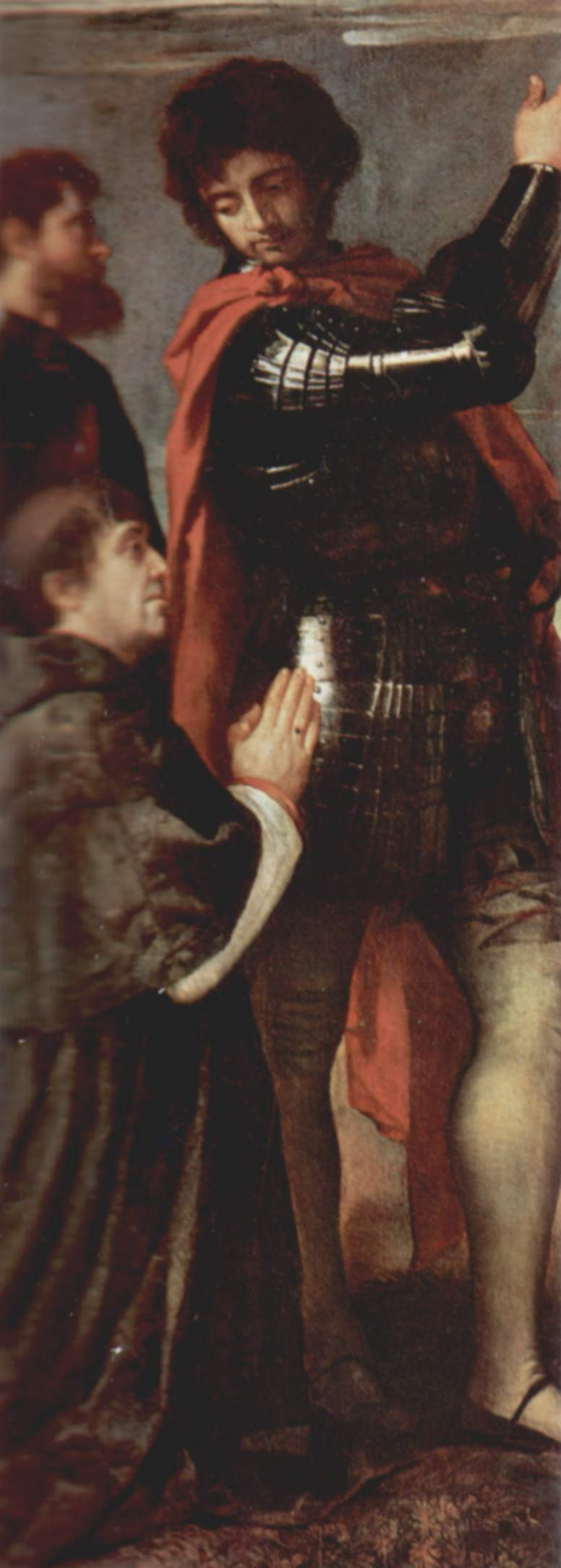
Назарий и Цельсий. Часть «Полиптиха Аверольди» Тициана

Согласно агиографическому источнику «Vita Ambrosii» средневекового автора Павла Диакона, святой Амвросий во время правления императора Феодосия I обнаружил в саду, находившемся за пределами Милана, мощи святого Назария, которые были перенесены в миланский собор. Позже в том же саду Амвросий нашёл останки и святого Цельсия, мощи которого также были помещены в соборе вместе с Назарием.
Согласно агиографическому источнику, Назарий был римским гражданином, отцом которого был еврей или язычник. Его матерью была святая Перпетуя. Назарий был учеником святого апостола Петра и крещён святым Лином, Римским папой. Во время гонений христиан при правлении императора Нерона, Назарий отправился в Ломбардию, где проповедовал христианство, за что был схвачен, заключён в тюрьму и подвергнут пыткам. Назария приговорили к ссылке в Галлию. Когда Назарий находился в Галлии, он взял себе на воспитание девятилетнего сироту Цельсия, которого он крестил. Они оба проповедовали христианство в Женеве и Трире.
Вернувшись в Милан, оба святые были арестованы за отказ поклониться римским богам и казнены через обезглавливание.
Сведения о Назарии и Цельсии приписываются святому Амвросию (Sermo lv, Patrologia Latina, XVII, 715 sqq.), а также Павлину Ноланскому, который упоминает о святых в своей «Poema» (Patrologia Latina, LXI, 658).
О распространении почитания святых Назария и Цельсия в Европе свидетельствуют храмы, названные в их честь. Во Франции в городах Каркассон и Безье существуют бывшие кафедральные соборы святых Назария и Цельсия, в Милане есть церковь Пресвятой Девы Марии и святого Цельсия.
День памяти: в католической церкви — 28 июля, в православной церкви — 27 октября.

## Галерея

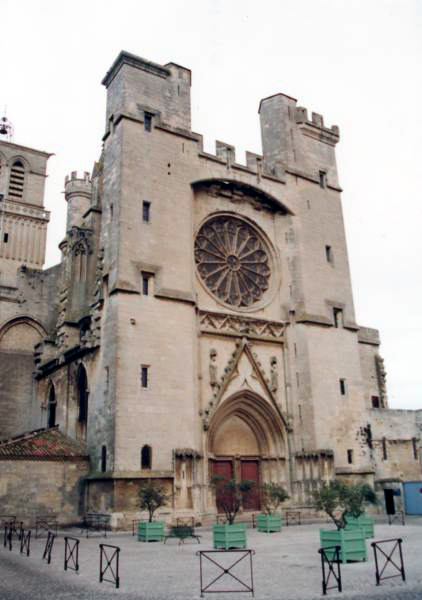
Кафедральный собор свв. Назария и Цельсия, Безье, Франция
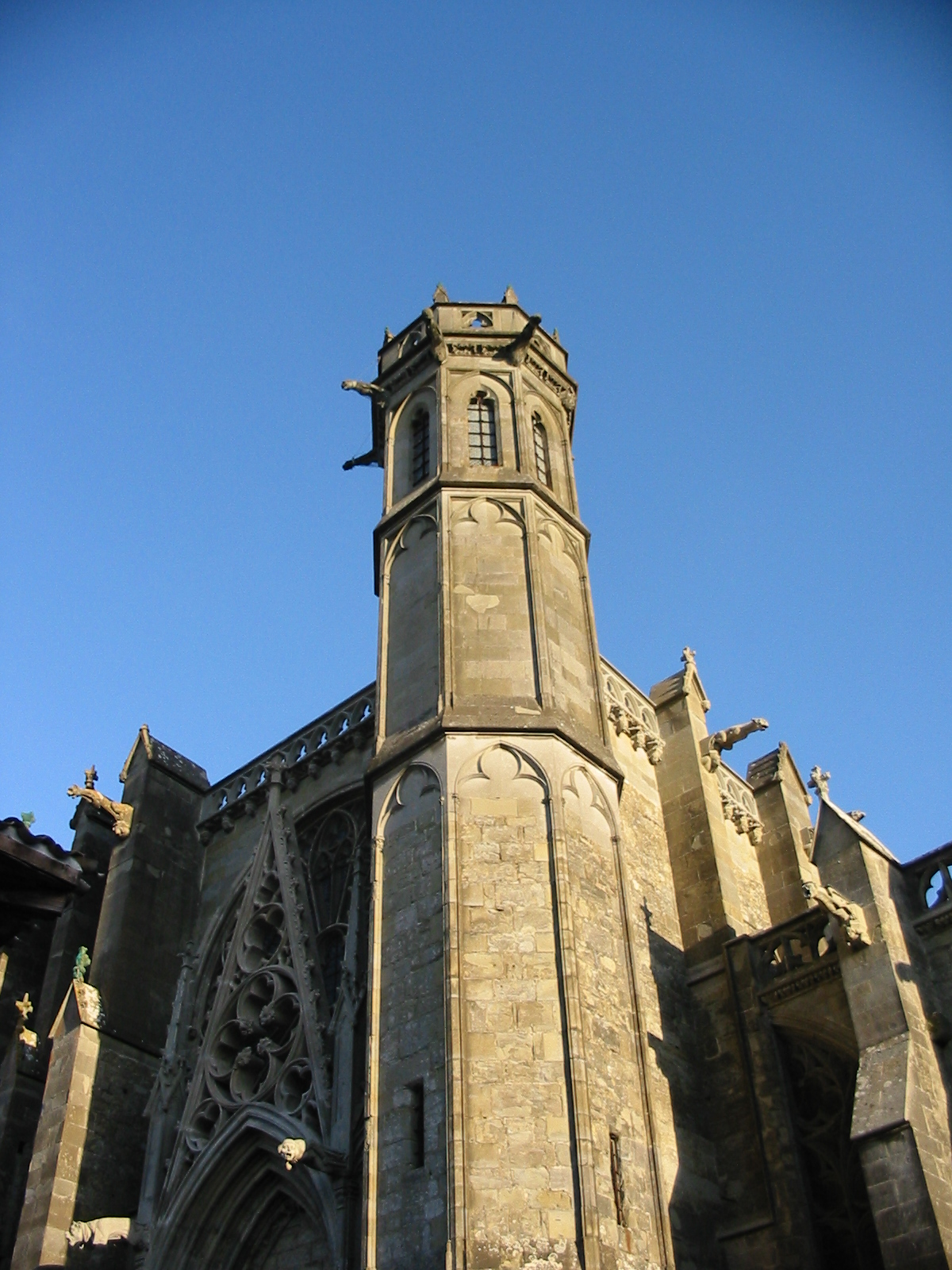
Базилика святых Назария и Цельсия, Каркассон, Франция